# دوتي غرين
دوتي غرين (بالإنجليزية: Dottie Green)‏ هي لاعب كرة قاعدة أمريكية، ولدت في 30 أبريل 1921 في ناتيك في الولايات المتحدة، وتوفي بنفس المكان في 26 أكتوبر 1992.